# Arnaud Molmy

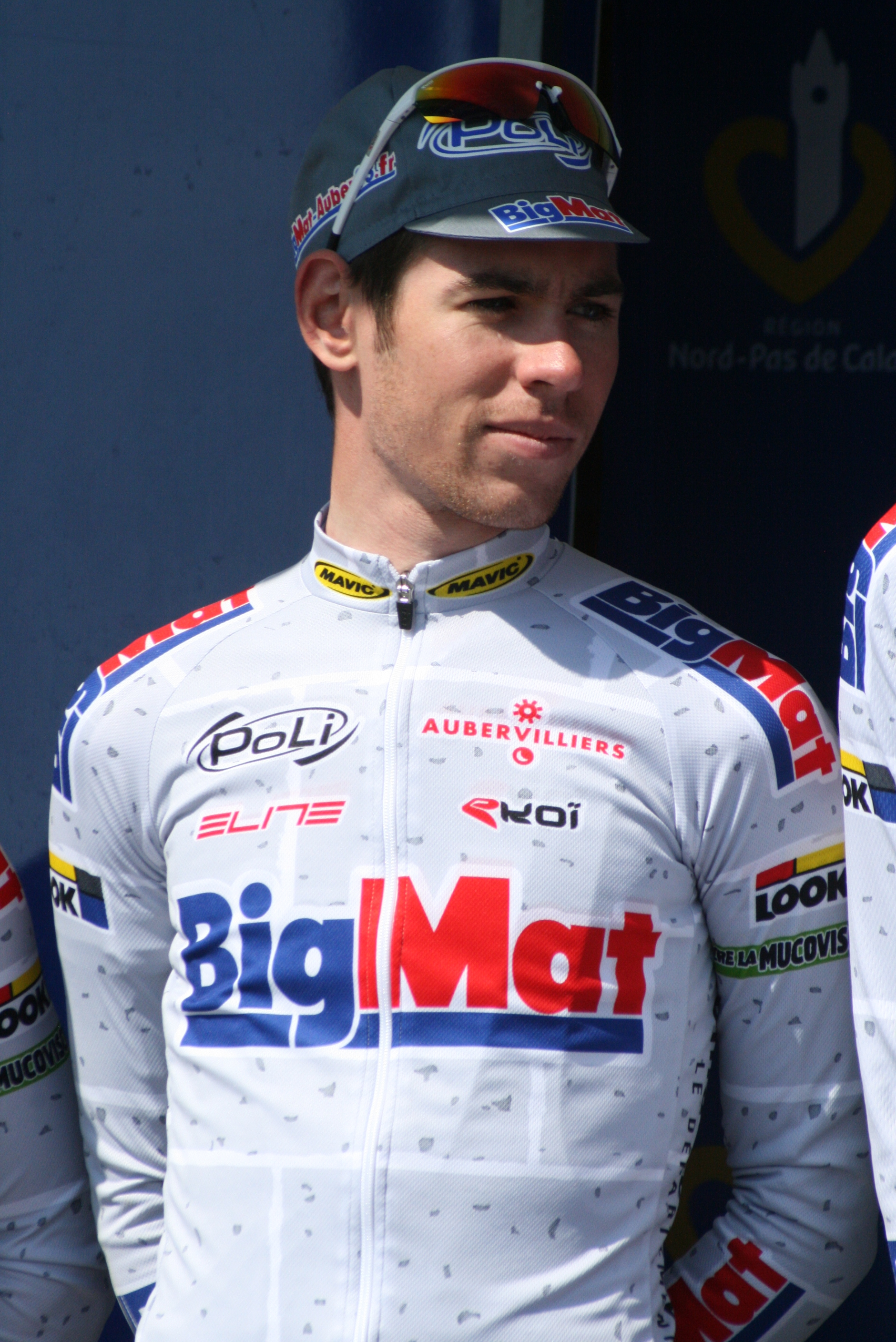
Arnaud Molmy bei den Vier Tagen von Dünkirchen 2011

Arnaud Molmy (* 7. August 1988) ist ein ehemaliger französischer Radrennfahrer.
Arnaud Molmy gelangen während seiner Laufbahn zwei Siege in internationalen Radrennen: Er siegte 2009 beim Eintagesrennen La Roue Tourangelle und gewann 2010 einen Abschnitt des Etappenrennens Étoile de Bessèges.

## Erfolge
2009
- La Roue Tourangelle

2010
- eine Etappe Étoile de Bessèges

## Teams
- 2009 Cofidis, le Crédit en Ligne (Stagiaire)
- 2010 Roubaix Lille Métropole
- 2011 Big Mat-Auber 93